# William Fogg Osgood
William Fogg Osgood   (Boston, 10 de març de 1864 - Belmont, 22 de juliol de 1943) va ser un matemàtic nord-americà.

## Vida i obra
William Osgood va estudiar a la universitat Harvard en la qual es va graduar el 1886 en la que va seguir estudis de post grau l'any següent. El 1887 es va traslladar a Alemanya per estudiar amb Felix Klein a la universitat de Göttingen, però els anys següents va estudiar a la Universitat d'Erlangen en la qual es va doctorar el 1890. Aquest mateix any, després de casar-se, va retornar als Estats Units.
Des de 1890 fins a la seva jubilació el 1933, va ser professor de la universitat Harvard, essent, juntament amb Maxime Bôcher (1867-1918), el gran impulsor de les matemàtiques en aquesta universitat, fins a convertir-la en un dels departaments de matemàtiques més importants dels Estats Units.
El 1907 va publicar la seva obra més notable, Funktionentheorie: un tractat sobre els mètodes i els resultats fonamentals de l'anàlisi matemàtica amb les seves aplicacions a la teoria de les funcions de variable real o complexa.